# Баракова, Петя
Петя Баракова (болг. Петя Баракова; род. 18 июня 1994 года, София, Болгария) — болгарская волейболистка, выступающая на позиции либеро, член сборной Болгарии.
Начинала спортивную карьеру в сезоне 2013—2014 годов за клуб ВК «Левски Волей» из Софии. С сезона 2015—2016 играла за клуб Volero (Цюрих) в Чемпионате и Кубке Швейцарии. В сезоне 2016-2017 выступала за клуб Antente Sportive Le Cannet-Rocheville (Франция).
В сезоне 2017-2018	в Румынии. В составе клуба Volei Alba-Blaj  заняла второе место в чемпионате страны.